# Szybkozamykacz

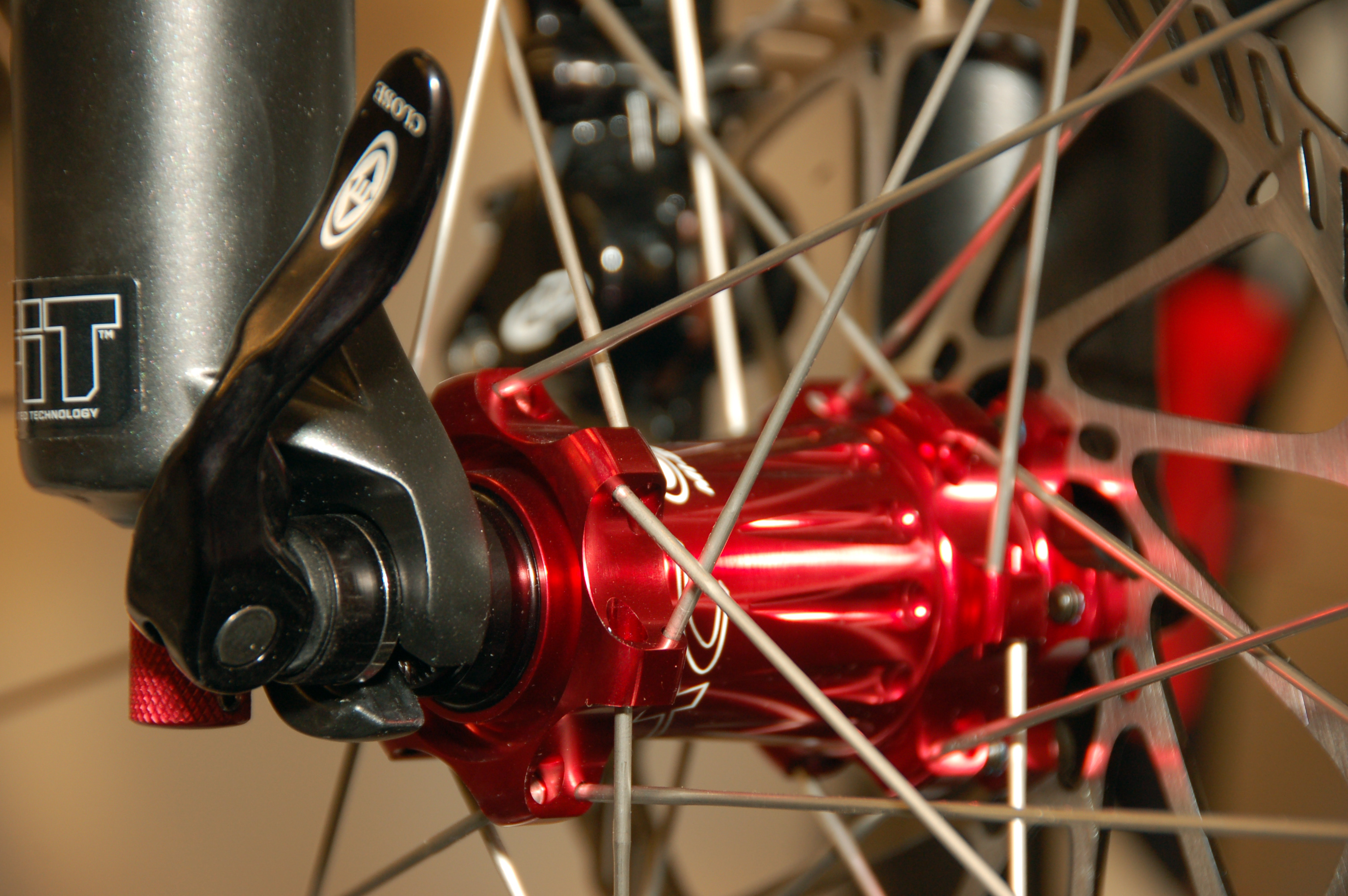
Szybkozamykacz w piaście

Szybkozamykacz (zacisk mimośrodowy) – część rowerowa zastępująca zwykłe mocowanie na śruby. Używana w piastach i wspornikach podsiodłowych. Pozwala na szybszą i łatwiejszą wymianę kół lub regulację wysokości siodełka bez potrzeby użycia specjalistycznych kluczy, choć z innego punktu widzenia pozwala też na łatwiejszą ich kradzież.

## Historia
W 1927 Tullio Campagnolo, włoski kolarz podczas wyścigu na szczycie przełęczy Croce D'Aune w Dolomitach został zmuszony do wycofania się, gdyż nie mógł zmienić koła, w którym pękła mu dętka. Wpadł wtedy na pomysł, aby zamiast zwykłego mocowania piast zastosować takie, które pozwoliłoby na wymianę koła bez użycia narzędzi.